# Bikonische Urne

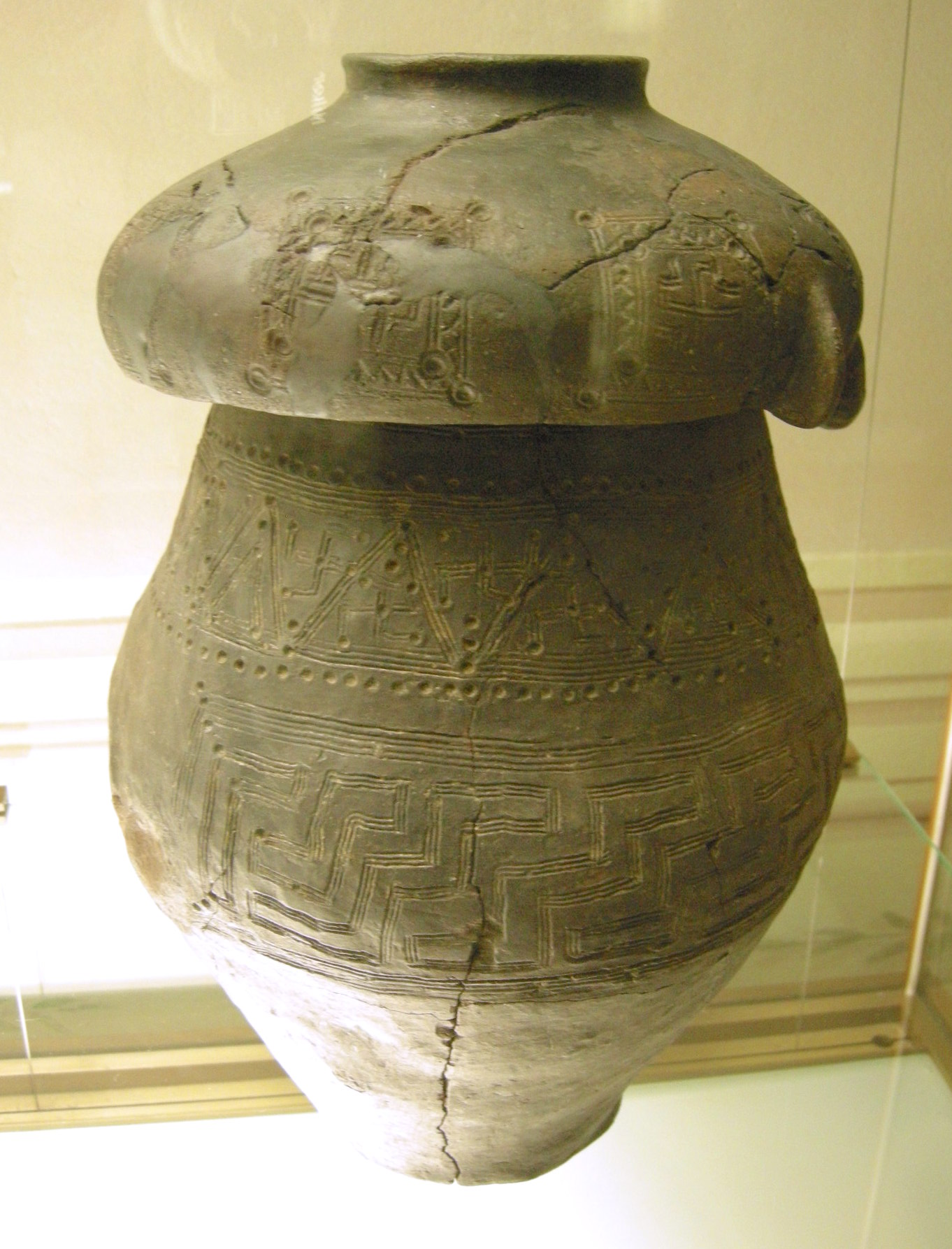
Bikonische Urne mit Deckel

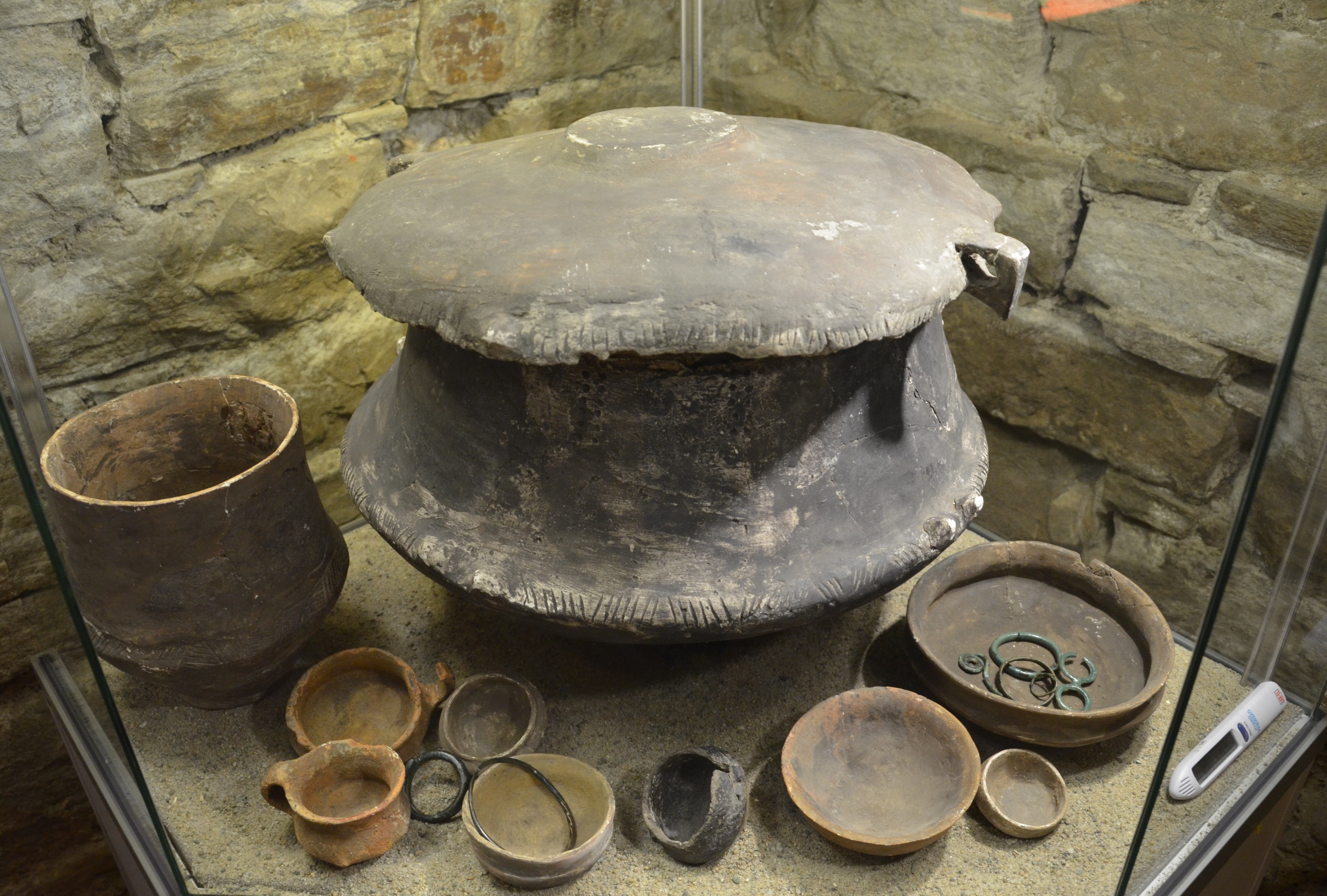
Bikonische Urne der Lausitzer Kultur aus Bachorz-Chodorowka

Die Bikonische Urne ist ein Kennzeichen der in Italien als Vorläufer der Etrusker im 10. Jahrhundert v. Chr. verbreiteten eisenzeitlichen Villanova-Kultur. Die Form ist auch in der Hallstatt-, Lausitzer- und Urnenfelderkultur vertreten. Darüber hinaus ist Bikonizität (Doppelkonus) eine Eigenschaft vieler vorzeitlicher Umbruchkeramiken, anderer, vorwiegend europäischer Kulturen im mediterranen und danubisch-balkanischen Raum, inklusive der Bandkeramik. 
Die vorherrschende Gefäßform in den spätbronzezeitlich-früheisenzeitlichen Gräberfeldern Nordwestdeutschlands ist die schlichte doppelkonische Urne. Ober- und Unterteil schließen in einem mehr oder weniger scharf ausgebildeten Umbruch aneinander. Das Oberteil ist oft kürzer als das Unterteil. Der Zeitpunkt, zu dem der Doppelkonus erstmals auftritt, lässt sich nicht genau bestimmen, da es an geschlossenen Funden mit datierenden Bronzen mangelt. Untersuchungen deuten darauf hin, dass er bereits im jüngeren Abschnitt der Bronzezeit als Leichenbrandbehälter in Gebrauch war. Er bleibt dann in nahezu unveränderter Form bis in die frühe Eisenzeit im Gebrauch. 
Das bikonische Aschengefäß der Villanova-Kultur wurde erstmals 1853 in einer Begräbnisstätte der frühen Eisenzeit bei Bologna entdeckt. Die Behältnisse dienten als Bestattungsurnen. Sie hatten von Anfang an nur einen Henkel. Ein mitunter vorhandener zweiter Henkel wurde während des Begräbnisrituals abgebrochen. Mehrere Exemplare weisen eine gravierte oder aufgedruckte komplexe geometrische Dekoration auf. Als Deckel wurde eine kleine Schüssel oder die als Keramik gestaltete Nachbildung eines Helms verwendet. Er verlieh der ohne anthropomorphe Dekoration gestalteten Urne eine persönliche Note. Solche Dekorationen sollten erst später in bestimmten Kulturen Bedeutung erlangen.